# Anaulacomera apolinari
Anaulacomera apolinari är en insektsart som beskrevs av Morgan Hebard 1927. Anaulacomera apolinari ingår i släktet Anaulacomera och familjen vårtbitare. Inga underarter finns listade i Catalogue of Life.